# Piño
|  | Per a altres significats, vegeu «Manuel de Piño». |

Piño o Santa María de Piño és una parròquia i localitat que pertany al municipi d'A Pobra do Brollón, a la província de Lugo. Està delimitada per les parròquies de Mosteiro i Freituxe al nord, A Parte i Eixón al sud, A Ferreirúa, Veiga i Santalla de Rei a l'est i Ribas Pequenas a l'oest.
L'any 2011 la seva població era de 113 habitants, segons dades de l'IGE, distribuïts en sis entitats de població: Corral da Gándara, O Lugar, O Pacio, O Requeixo, Suhortos i Vales.
Es va fundar com a parròquia el 18 de maig de 1222. La seva església de Santa María data del segle xix. Les festes se celebren en honor de Santa Bàrbara durant el mes de maig.